# Fanions der Schweizer Armee

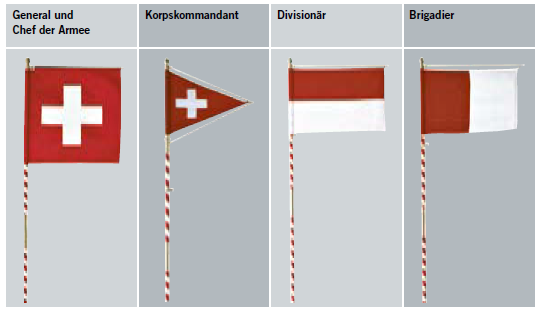
Fanions der Schweizer Armee

Die Fanions der Schweizer Armee sind die Kommandoflaggen der Höhere Stabsoffiziere und des Generals der Schweizer Armee.
Im Gegensatz zu Fahnen und Standarten werden sie weder geehrt noch gegrüsst. Der Träger des Fanion, ein Unteroffizier, begleitet den Kommandanten zu militärischen Zeremonien wie Vorbeimärschen, Offiziersrapporten, Beerdigungen, Verabschiedungen, Kommandoübergaben usw.

## Geschichte
Die Idee zur Einführung von Kommandostandarten oder Standortzeichen für den General und die Kommandanten von Heereseinheiten dürfte von schweizerischen Offizieren stammen, die im 19. Jahrhundert zur Ausbildung oder bei Manövern in ausländischen Armeen weilten.
Fanions des Generals, der Korps- und Divisionskommandanten werden im «Reglement über die Bekleidung und Ausrüstung der schweizerischen Armee» vom 11. Januar 1898 erwähnt.
Mit der Schaffung selbständiger Gebirgsbrigaden als Heereseinheiten mit der Truppenordnung 1938 erfolgte die Einführung der Brigadefanions, die ebenfalls eine querrechteckige Form aufweisen, aber im Gegensatz zu den Divisionsfanions in den Farben Rot und Weiß gespalten sind.

## Übersicht
|             | General & Chef der Armee | Korpskommandant | Divisionär  | Brigadier ab 1938 |
| ----------- | ------------------------ | --------------- | ----------- | ----------------- |
| Neu         |                          |                 |             |                   |
|             |                          |                 |             |                   |
| Abmessungen | 700×700 mm               | 610×465 mm      | 740×515 mm  | 740×515 mm        |
| Alt         |                          |                 |             |                   |
| Abmessungen | unbekannt                | 1000×600 mm     | 1000×500 mm | 1000×500 mm       |